# З'їдені живцем (фільм, 1976)
«З’їдені живцем» (англ. Eaten Alive, відомий також як «Смертельна пастка» англ. Death Trap, «Готель жахів» англ. Horror Hotel і «Різанина в "Зоряному світлі"» англ. Starlight Slaughter) — американський фільм жахів 1976 року режисера Тоуба Хупера за сценарієм Кіма Хенкеля, Елвіна Л. Фаста і Марді Рустама.

## Синопсис
Психований реднек, власник напівзруйнованого готелю в сільській місцевості Східного Техасу, вбиває різних людей, які заважають йому або його бізнесу, і згодовує їхні тіла нільському крокодилу, якого тримає як домашнього улюбленця на болоті біля свого готелю.

## У ролях
| Актор          | Роль         |
| -------------- | ------------ |
| Невілл Бренд   | Джадд        |
| Мел Феррер     | Гарві Вуд    |
| Ерні Сабелла   | міс Хетті    |
| Вільям Фінлі   | Рой          |
| Стюарт Вітман  | шериф Мартін |
| Кайл Річардс   | Енджі        |
| Роберт Інглунд | Бак          |

## Виробництво
Фільм під назвою «Смертельна пастка» був повністю знятий на звукових сценах студії Raleigh Studios у Голлівуді, яка містила масштабний басейн, що слугував болотом. Знімання на звуковій сцені замість практичної локації сприяло створенню атмосфери фільму, яку режисер Тобі Хупер описав як «сюрреалістичним сутінковим світом». Зрештою, фільм виявився проблематичним для режисера, який залишив знімальний майданчик незадовго до завершення знімання через суперечку з продюсерами. Проте Хупер залишився з акторами в хороших стосунках. Пізніше режисер згадував, як працював з актором Невіллом Брендом над повним розкриттям характеру Джадда, заявляючи: «Він точно розумів, що робив».

## Випуск
Хоча фільм був урізаний для кінотеатрального показу в Британії у 1978 році, коли "З'їдені живцем" вийшов на домашньому відео у 1982 році, він став одним із перших фільмів, які були переслідувані згідно з Законом 1959 року про непристойні публікації. Безпричинне насильство у фільмі привернуло увагу багатьох соціальних критиків у Великій Британії, і, як наслідок, усі відеокопії були вилучені з роздрібних магазинів. Коли фільм перевидали на VHS у 1992 році, BBFC вирізала близько 25 секунд з оригінальної версії. У 2000 році вийшла оригінальна необрізана версія фільму на DVD.

## Зовнішні посилання
- Eaten Alive на сайті AllMovie (англ.)
- Eaten Alive на сайті IMDb (англ.)
- Eaten Alive на сайті Rotten Tomatoes (англ.)